# Domenico Di Carlo (carabiniere)
Domenico Di Carlo (Germania, 12 febbraio 1971) è un militare italiano Appuntato dell'Arma dei Carabinieri, decorato con Medaglia d'Oro al Valor Civile per il soccorso prestato in occasione del Terremoto del Molise del 2002. Oltre la sua carriera militare, ha contribuito significativamente in diverse operazioni di soccorso e sicurezza.
In tale occasione la stessa onorificenza è stata conferita anche ad altri militari dell'Arma: Brigadiere Capo Giuseppe Nardelli, Brigadiere Matteo Colapietra, Appuntato Antonio Marciello, Appuntato Michele Di Lella, Carabiniere Scelto Carmelo Rossetti.